# 슬라보예 지젝
슬라보예 지젝(슬로베니아어: Slavoj Žižek 슬라보이 지제크 [ˈslavoj ˈʒiʒɛk], 1949년 3월 21일 ~ )은 유고슬라비아 출신의 대륙철학자이자 헤겔, 마르크스, 자크 라캉 정신분석학에 기반한 비판이론가이다. 그는 정치이론, 영화이론, 이론정신분석학에 공헌을 해왔다.
지젝은 현재 슬로베니아 류블랴나 대학교 사회학 연구소의 선임연구원이며, 또한 유럽 대학원(영어: European Graduate School)의 교수이다. 또한 시카고 대학교, 컬럼비아 대학교, 런던협회, 프린스턴 대학교, 뉴욕 대학교, 뉴스쿨, 미네소타 대학교, 캘리포니아 대학교 어바인, 그리고 런던 대학교 버벡 컬리지에 교환 교수로 재직했으며, 류블랴나에 있는 이론정신분석학회의 의장이다.
지젝은 대중문화에서 온 예시들을 라캉의 이론과 라캉의 정신분석학, 헤겔의 철학과 마르크스의 경제비판이론으로 사회현상을 해석한다. 그는 주체, 이데올로기, 자본주의, 근본주의, 인종주의, 톨레랑스, 다문화주의, 인권, 생태학, 세계화, 이라크전, 혁명, 이상주의, 전체주의, 포스트모더니즘, 대중문화, 오페라, 영화, 정치이론과 종교를 포함한 많은 주제에 대해서 글을 쓰고 있다.

## 생애

### 유년기~대학시절
지젝은 유고슬라비아 사회주의 연방공화국의 류블랴나에서 태어났다. 류블랴나는 슬로베니아가 독립한 후에 슬로베니아의 수도가 된다. 그의 아버지인 요제 지젝은 경제학자이자 동부 슬로베니아의 프레크무레 지역의 공무원이었으며, 어머니인 베스나는 슬로베니아 연안에 위치한 브르다 지역의 토착민이고 국영기업의 회계사였다. 부모님은 모두 무신론자였다. 지젝은 대부분의 유년기를 해안의 마을인 포르토로지에서 보냈다. 지젝이 십대가 되었을 때에 지젝 가족은 류블랴나로 다시 이사했다. 지젝은 베지그라드 고등학교에 다녔다.
지젝은 10대 시절부터 영어로 쓰인 문학, 특히 탐정소설에 집중했다. 이 와중에 철학에 대한 관심을 키워 17세 무렵에 철학자가 되기로 결심했다. 스무 살이 되던 해에 류블랴나 대학교에서 공부하던 중에 첫 저서를 발간했고, 1971년에 철학과 사회학 학사를 동시에 취득했다. 1975년에는 문학철학 석사과정을 마쳤다. 400쪽에 달하는 석사학위 논문 <프랑스 구조주의의 이론적, 실존적 타당성>을 통해 지젝은 라캉, 데리다, 크리스테바, 레비스트로스, 들뢰즈 같은 프랑스 사상가들의 영향력을 분석했다.

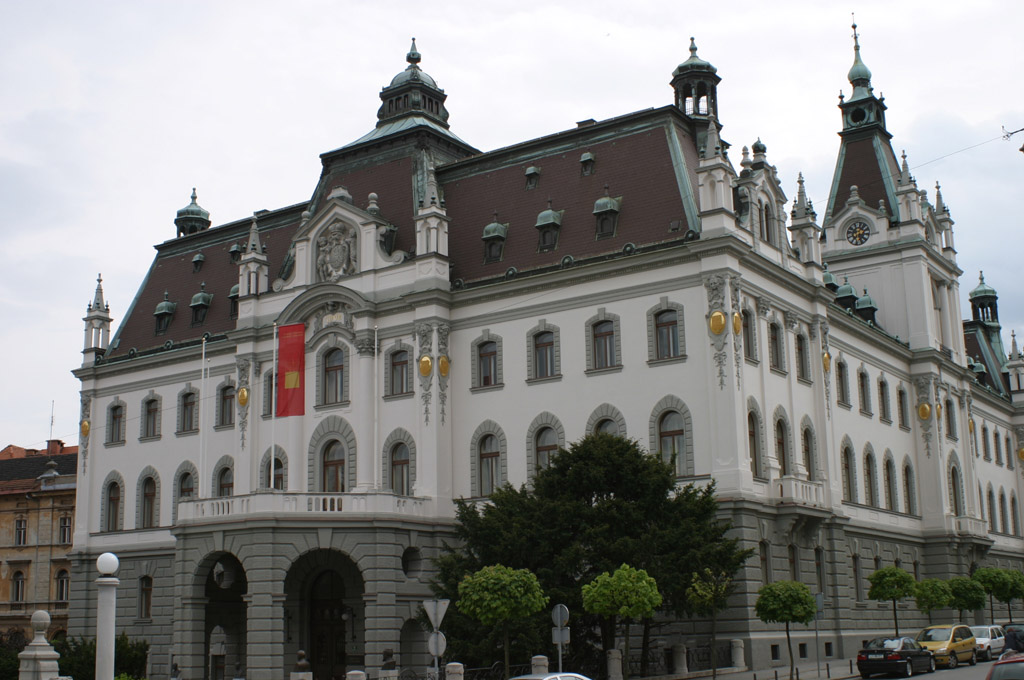
류블랴나 대학

지젝이 태어나고 성장할 당시 유고슬라비아는 요시프 브로즈 티토의 통치 아래에 있었다. 당시 동구 블록 속에서 상대적으로 자유로운 공산주의 국가였지만, 나중에 지젝이 지적한 것처럼 공산주의 체제가 국민에게 허용한 자유는 오히려 치명적 자기통제 형식을 국민들에게 심는 양면성을 지니고 있었다. 반면에, 국가통제의 한 측면으로 모든 영화사들은 배급된 영화 일체를 지방 대학 자료실에 제출해야 했다. 이 결과로 지젝은 당시에 배급된 거의 대부분의 유럽과 미국 영화를 볼 수 있었고 할리우드 전통에 대한 정확한 인식을 갖추는데 도움을 주고 이후의 저술 활동에도 큰 도움을 받았다.

### 석사학위 취득 ~ 류블랴나 사회학연구소 시절
동료 철학자 믈라덴 돌라르에 따르면 당시 당국은 지젝의 카리스마 넘치는 강의가 학생들의 반체제 사상에 물들게 할지 모른다는 의심을 품었다고 한다. 이러한 정치적 혐의로 대학교수 자격을 다른 후보자에게 뺏긴 지젝은 별다른 직업 없이 유고슬라비아 육군에 복무하며 독일어 번역 작업으로 생계를 꾸려간다. 1977년에 친구들이 슬로베니아 공산주의 동맹 중앙위원회에 지젝을 추천하여 지도급 공산주의 인사들의 연설문을 쓰고 철학 공부도 하게 된다. 이 몇 년 동안 지젝은 라캉의 이론을 연구하는 집단의 중심 인물이 되었으며 류블랴나 이론 정신분석학회를 창립했다. 1979년에 지젝은 류블랴나 대학교 사회학연구소에 자리를 얻는다. 대학교수는 아니었지만 연구소는 수업의 부담과 관료주의의 압박이 없이 자신의 관심 분야에만 몰두할 수 있는 곳이었다. 지젝은 1981년에 이 곳에서 박사학위를 취득했다.

### 파리 시절

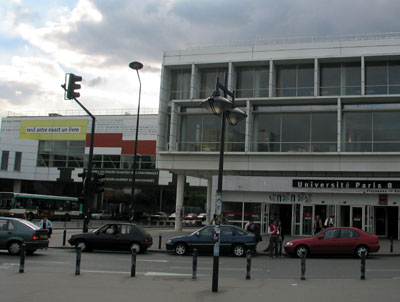
파리 제8대학교

1981년 지젝은 파리로 여행을 떠나서 그가 주로 논의하는 사상가들을 직접 만난다. 자크 라캉은 1981년에 이미 죽어 만날 수 없었지만, 대신 그의 사위이자 프랑스 정신분석학의 좌장인 자크알랭 밀레르를 만난다. 또한 프랑수아 르뇨(프랑스어: Francois Regnault)와 함께 정신분석학을 공부했다. 밀레르는 지젝이 지적으로 발전하는데 큰 영향을 끼친다. 밀레르는 지젝에게 조교 자리를 알선해주고 또한 그의 분석가가 되었다. 하지만 1985년 지젝이 파리 제8대학교에서 정신분석학으로 두 번째 박사학위를 받을 때 밀레르와의 관계는 막다른 골목에 부딪혔다. 밀레르는 지젝의 박사학위 논문을 호의적으로 옹호했지만, 논문 출판을 거부한 것이다. 지젝은 라캉 정신분석학 핵심 그룹 외부에서 출판을 해야했고, 이 좌절로 그는 고향인 슬로베니아로 돌아가게 된다.

### 슬로베니아 귀국 이후~현재

슬로베니아의 대통령 기

슬로베니아로 돌아온 지젝은 《믈라디나(슬로베니아어: Mladina)》지의 고정 칼럼니스트로 활동한다. 공산주의 체제에 대한 민주주의적 저항의 거점이었던 믈라디나지에 기고하면서 지젝은 1990년 슬로베니아 4인 대통령 후보로 출마한다. 자유민주당 후보로 출마한 그는 아쉽게 5위로 그치지만 이듬 해인 1991년 슬로베니아의 과학 대사가 되어 정부 활동에 참여하게 된다. 이후로도 지젝은 슬로베니아 정부에 비공식적으로 충고하는 역할을 하는 한편 연구활동에도 전념하였다. 1989년 《이데올로기라는 숭고한 대상》을 출간한 이후 지젝은 맹렬한 창작열로 영어로 된 십수권의 저서와 다수의 편집 서적을 펴냈다. 또한 독일어, 프랑스어, 슬로베니아어로도 다수의 책을 저술하였으며 그의 저작들은 한국어, 네델란드어, 일본어, 포르투갈어, 슬로바키아어, 세르보-크로아티아어, 스위스어로 번역 출간되었다. 출판 작업 이외에도 지젝은 국제 강연회도 의욕적으로 개최하여 류블랴나의 사회학 연구소 이외에도 뉴욕 주립대학교 버팔로, 미니애필리스의 미네소타 대학교, 뉴올리언스의 툴레인 대학교, 뉴욕의 카르도조 로스쿨, 컬럼비아 대학교, 프린스턴 대학교, 뉴욕의 '사회 연구를 위한 뉴 스쿨', 1991년부터는 앤아버의 미시간 대학교에 직위를 가지고 있다. 또한 슬로베니아의 '아날렉타' 시리즈 편집장을 맡고 있으며, 라캉 정신분석학과 마르크스주의의 결합을 도모하는 '그것이 있던 곳(독일어: wo es war)' 시리즈, 라캉을 통해 문화, 정치 분석을 시도하는 'SIC' 시리즈의 영어와 독일어 출판을 돕고 있다. 지젝은 오늘날 '광신도를 몰고다니는 사람'이라는 평가를 받을 만큼 각광받는 사상가이다.

2013년 3월 11일, 대한민국의 경희대학교는 지젝을 외국어대학 글로벌커뮤니케이션학부 '에미넌트 스칼러(Eminent Scholar·ES·저명한 학자)'로 임용키로 하고 통보 절차를 마쳤다고 밝혔다. 2013년에는 대한민국을 방문했으며, 해고자 문제 해결과 비정규직의 정규직화를 위해 장기투쟁을 하고 있는 민주노총 금속노조 쌍용자동차 지부 조합원들을 격려하기도 했다.

## 사상

### 영향
지젝은 철학, 정치학, 정신분석학에서 다른 사상가의 영향을 받았다. 철학에서는 헤겔, 정치학에서는 마르크스, 정신분석학에서는 라캉이 그에게 영향을 미쳤다. 우선 헤겔의 철학은 지젝의 사유 방법에 일정한 형태를 부여했고, 마르크스의 저작은 이론의 차원을 넘어서서 실천적 동기와 근거를 제공했다. 마지막으로 라캉의 정신분석학은 지젝이 사용하는 분석 용어와 개념적 틀을 제공했다.

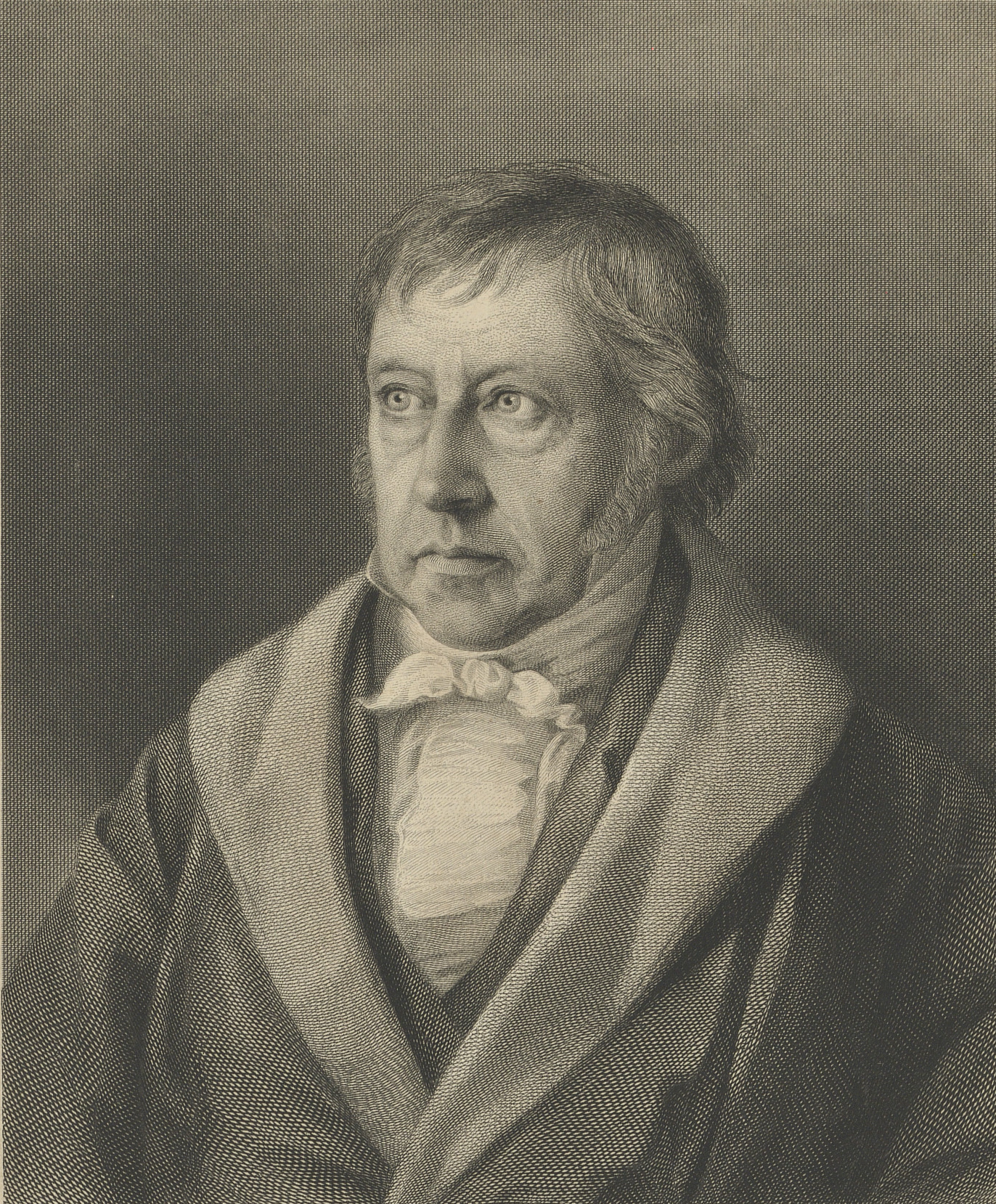
지젝에게 사유방식을 제공한 헤겔

게오르크 헤겔은 독일 관념론, 나아가 서구 관념론의 정점에 도달한 독일 철학자이다. 넓게 이해하여 관념 철학자들은 ‘사물들 혹은 물질적 세계는 정신이 그에 대해 갖는 관념들과 독립해서 존재하지 않는다.’고 생각한다. 이런 전통 아래에서 헤겔은 개별 관념들이 하나의 절대 관념으로 통합될 수 있다고 주장하였고 이것이 필연적이라고 했다. 헤겔은 그가 ‘총체성(totality)'라고 부른 세계 전체를 이해하는 방법으로 변증법적 사고를 전개한다. 질문과 답변으로 지식을 얻는 변증법은 세 단계로 이루어져 있다. 우선 한 테제/관념이 있고 다음에는 안티테제/관념의 구체적인 한정이 그에 대립된다. 마지막으로 이 둘은 하나의 종합이나 더 포괄적인 관념으로 통합된다. 이 과정은 완전한 진실(총체성)에 도달할 때까지 계속될 수 있다.
지젝은 헤겔의 변증법을 독창적으로 읽어낸다. 헤겔 변증법은 관습적으로 더 큰 진리로 화해하는 과정으로 이해된다. 하지만 지젝은 변증법을 화해나 종합적인 관점이 아니라, 헤겔이 언급했던 ‘모순은 모든 동일성의 내적 조건’의 관점에서 이해한다. 이 명제를 통해 헤겔은 어떤 것에 대한 관념은 언제나 불일치로 분해되며, 이 불일치야 말로 그 관념이 애초에 존재하게 된 필연성임을 주장한다. 즉 지젝에게 진리란 차이가 매끄럽게 소멸되는 것이 아니라 모순 속에서만 발견되는 것이다. ‘모순어법적 사유방식’이라 칭해지는 지젝의 특유한 사유방식은 지젝이 헤겔의 변증법을 받아들였다는 증거이다.

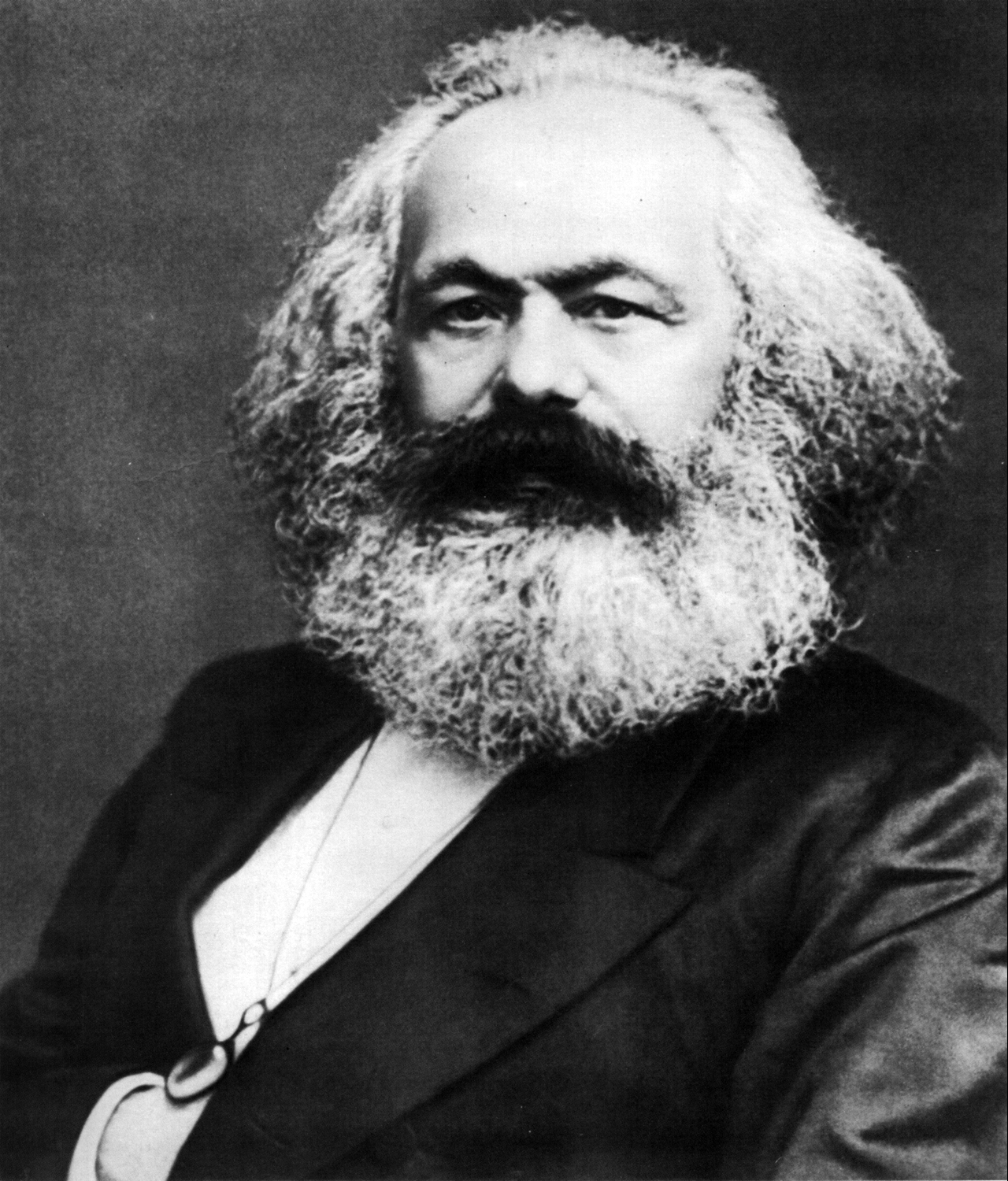
지젝에게 실천적 동기를 제공한 마르크스

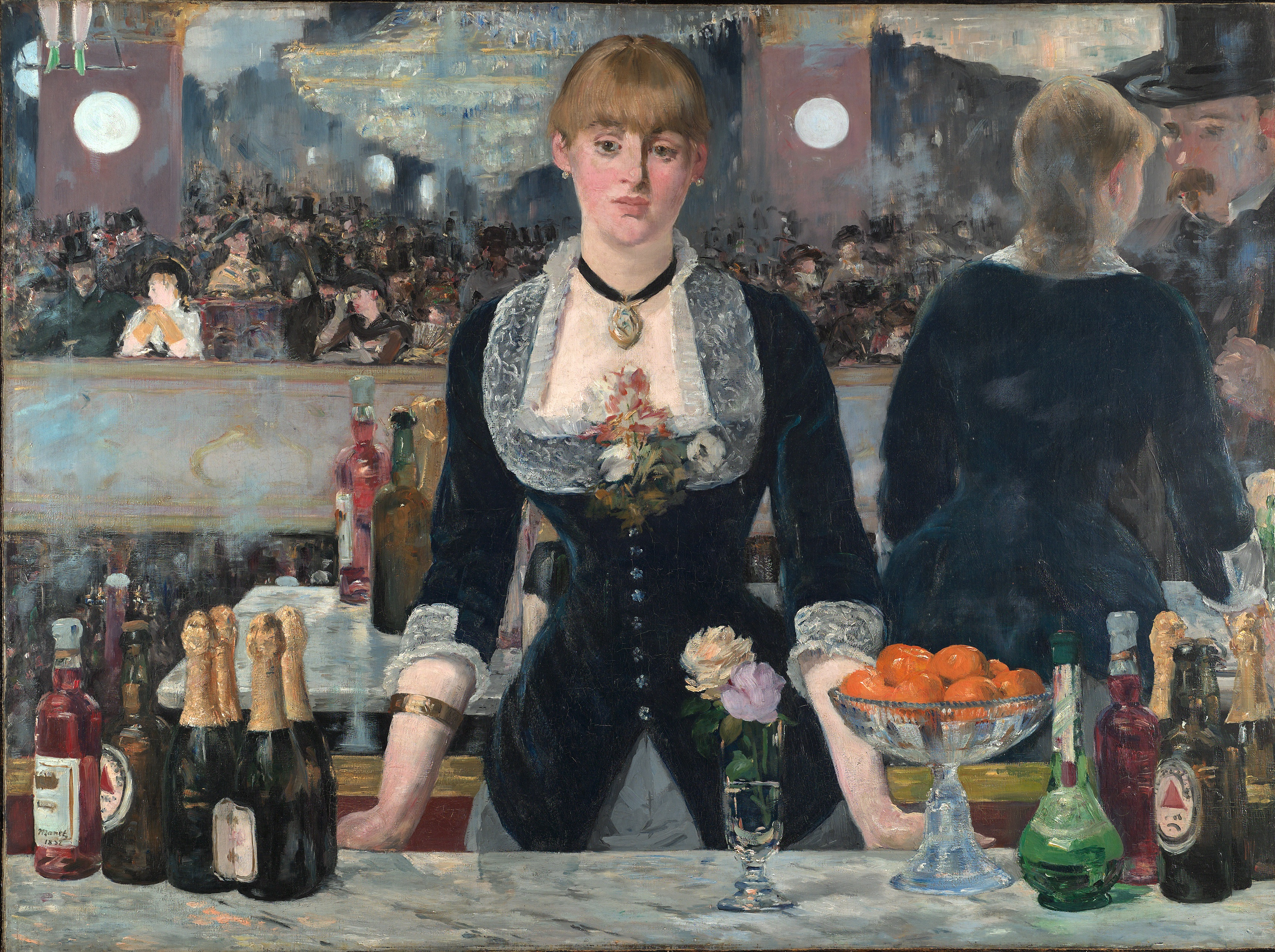
마르크스가 살던 당시에 자본주의가 극도로 발단했던 파리의 모습을 담은 에두아르 마네의 '폴리베르제르 바'

지젝은 스스로 “일말의 주저함도 없는 마르크스주의자”라고 선언한다. 또한 카를 마르크스가 비판한 내용을 확신하며 사회가 다른 방식으로 조직될 수 있다고 믿는다. 마르크스의 자본주의 비판은 지젝에게 이데올로기를 비판해야할 이유를 설명해주며, 지젝은 자신의 작업을 “우리가 세계를 이해하는 방법을 바꿈으로써 다른 세계를 원하도록 만드는” 마르크스주의적 비판의 일부로 간주한다.
지젝은 이데올로기를 개인들이 사회와의 관계를 이해하는 방식으로 정의한다. 이 광범위한 정의는 이전에도 제기되었던 것이지만 어떻게 개인들에게 작동하게 되는지는 규명된 바가 없었다. 이데올로기는 개인들의 본능적이고 심리적인 과정 속에서 작동하기 때문에, 이 과정에 대한 이론을 발견해야 한다. 지젝은 자크 라캉에게서 그 이론을 발견한다.
지젝은 라캉주의 정신분석학을 대중화시켰다는 공로로 칭송된다. 또한 그에게는 라캉해설가라는 수식어도 따라다닌다. 보통 정신분석학은 신경증환자를 치료하는 방법론과 심적 과정에 대한 이론들을 포함하는 지적 영역으로 협소하게 이해되었으나 라캉 이후로 정신분석학은 보다 광의의 영역으로 뻗어나가게 되었다. 그리고 지젝은 라캉의 개념을 나름대로 받아들여 전유시킨다. 라캉은 지젝에게 분석틀과 개념용어를 제공했다. 특히 상징계와 실재계 개념으로 지젝은 세계를 풀어낸다.

### 주요 개념 및 이론

#### 주체
지젝은 코기토로 대변되는 자기완결적인 근대의 주체도 아닌, 완전히 해체되어 버려서 아무런 역할도 할 수 없는 포스트모더니즘의 주체도 아닌 역동적이며 저항적인 주체를 새로 확립하려 하였다. 이 작업에 동원되는 것은 역시 헤겔, 마르크스, 라캉이다. 지젝은 근대철학이 상정했던 자기완결적이고 충만한 주체라는 것은 없다고 생각한다. 주체란 균열, 틈새, 단절을 내장한, 내적 불화를 겪는 주체일 수 밖에 없다. 그런 주체는 말 그대로 “까다로운 주체”이다. 하지만 이 주체는 자신의 불완전성에도 불구하고 스스로의 행위를 책임지는 기능을 수행한다. 이런 입론에 기대어 지젝은 세계 질서에 변화를 가져올 행동의 주체를 불러일으킨다.

#### 포스트모더니즘

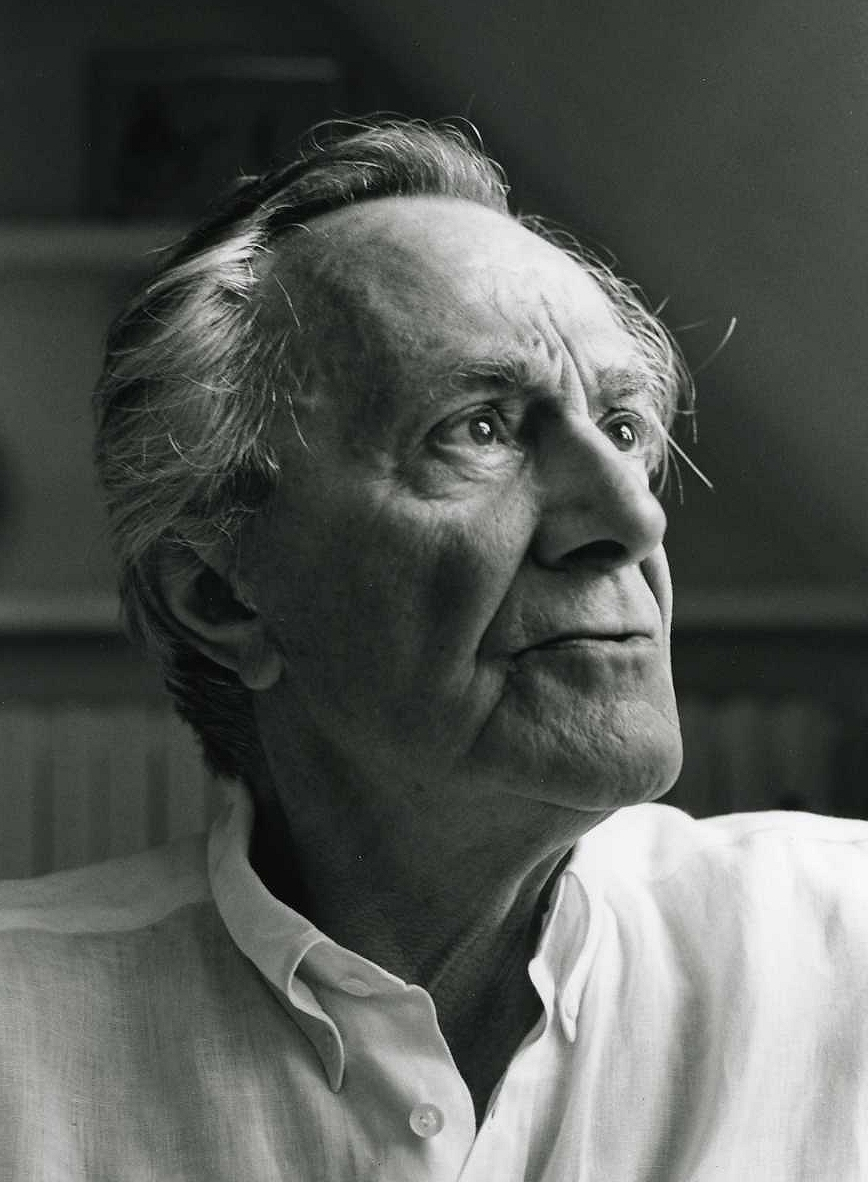
포스트모더니즘의 기수 리오타르

지젝은 이른바 포스트모더니즘을 주창하는 사상과들과 대립한다. 포스트모더니즘이 주체를 해체함으로써 저항의 거점 또한 해체했다는 이유에서다. 포스트모더니즘을 주장하는 사람들은 데카르트의 코기토로 대변되는 주체가 인간을 해방시키지 못하고 오히려 억압과 구속에 빠뜨렸다 말하지만 지젝이 보기에 근대적 주체의 극복은 그들과 같은 방식으로 이뤄져서는 안되는 것이었다. 지젝은 그들 나름의 성과를 보존하며 저항과 혁명의 주체를 새롭게 되살리려 시도했다.

#### 정치화

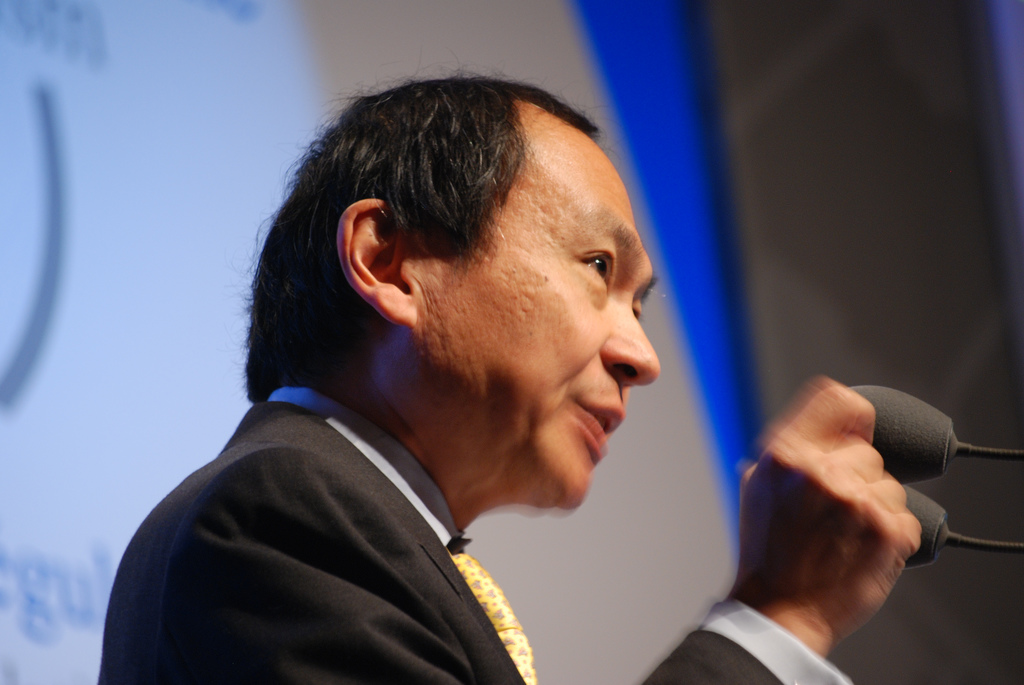
"이념의 종언" 테제를 말한 프랜시스 후쿠야마

프랜시스 후쿠야마가 선언한 이데올로기의 종언 이후인 현재, 지젝은 정치 결정들이 정당화되는 방법에 대해 비판적인 태도를 취하고 있다. 방법의 예로는 다음과 같은 것이 있다. 사회 보장 프로그램이 감소되는 일이 정치적 담론을 위해 유효한 근거가 아니지만, 가끔 객관적 필요로서 사회에 요구된다는 것이다. 지젝은 현재 늘어난 시민 참여에 대한 토론이나 문화적 부문에 의해서 제한된 정치적 목표는 결국 장기에 사회문제 해결을 위한 실체적인 수단이 고안되지 않은 것만큼이나 효과 없는 것으로 파악한다. 하지만 자본의 자유를 제한짓는 장치나 생산과정을 사회적 통제의 메커니즘에 종속시키는 수단들 또한 지젝은 해답이라고 생각하지 않는다. 그는 이것들 또한 경제가 급진적으로 탈정치화되는 것이라고 본다. 지젝은 오늘날 자연스럽게 생겨나는 시민들에 의한 정치 변화도, 역사사회주의에서 했던 것과 같은 통제 모두 해답이 되지 않는 것으로 여긴다.
그래서 현재 지젝은 '경제의 정치화'를 주장한다. 실로 오늘날 자유 사회의 강령이 된 "관용에 의한" 다문화적 충동은 치명적인 질문을 억압한다. 그 질문은 “어떻게 우리는 세계화의 현재적 조건에 정치의 순수한 장을 다시 소개할 수 있을까?”이다. 그는 또한 후기정치학(post-politics)에 대한 균형세력으로 정치의 정치화에 찬성한다. 민주적인 맥락을 만들어내는 정치적 결정의 영역에서 지젝은 양당제를 비판한다. 양당제는 후기정치학 시대에 일부 국가에서 지배적인 정치형태이다. 또한 이는 선택의 가능성이 명시적으로 실제 존재하지 않는다는 형태로 존재한다. 즉 양당제는 실제적으로 정치적인 선택을 할 수 있는 방법을 가로막는다.

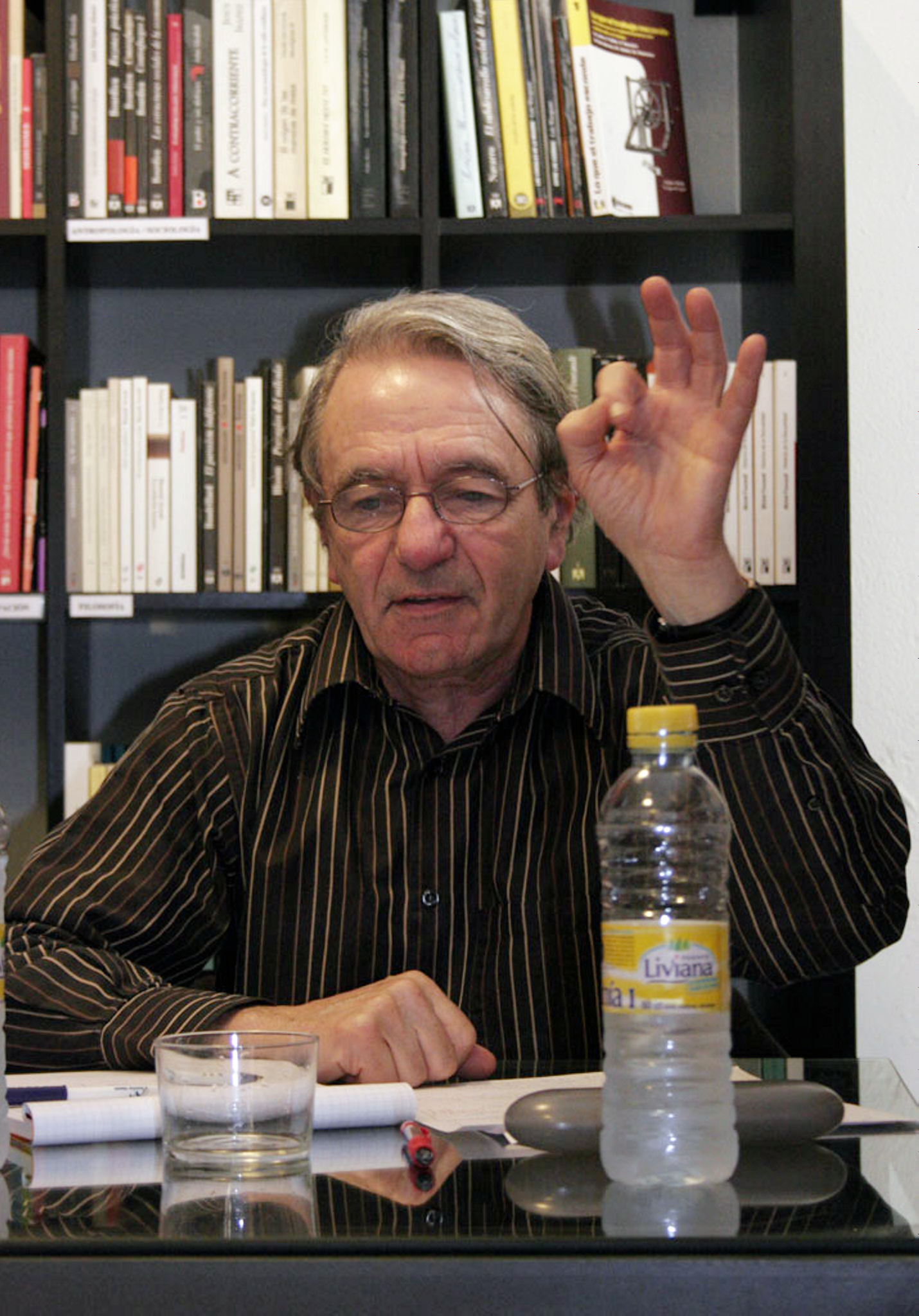
지젝의 정치학에 영향을 미친 자크 랑시에르

그러므로 정치화는 지젝에게 언제나 “특별한 요구가 불가능한 보편성의 대표자로서 기능하게 시작하는 점이다.” 지젝은 계급투쟁을 자본을 통한 사회적인 위치인 국지적이고 객관적인 결정으로 파악하지 않고, 급직전인 주체의 안에 놓인 것으로 파악한다. 프롤레타리아는 “육화된 모순’이다. 오직 정치 투쟁에서 개별주의를 통해서만 어떤 보편주의도 등장할 수 있다. 노동자들의 이익을 위해 싸우는 일은 종종 신용을 얻지 못한다. 노동자들은 그들의 이익을 바라며 투쟁을 시작하지 전체를 위해 싸우지는 않는다는 말이다. 문제는 후기정치학의 시대에 어떻게 정치화된 정치학을 세우느냐이다. 은유적 응축으로 행동하는 개별적인 요구는 그러므로 개별적 요구의 초월적인 것과 사회 뼈대의 순수한 재건축을 겨낭할 수 있다. 지젝은 자크 랑시에르를 따라 사회의 짜여진 구조와 “위치 없는 위치”를 배제한 자리에 진정한 정치적 갈등이 자리한다고 본다.
사회는 사실 쉽게 계급에 의해서 나뉘지 않고 그러므로 계급은 단순한 구조적 특질이 없다는 사실은 투쟁의 신호이다. 반면 계급 대립은 상징화로 완성될 것이다. 그리고 더 이상 동시에 불가능하지도 현실화되지도 않을 것이다. 자본주의에 대한 지젝의 해답은 경제의 급속한 재정치화(再政治化)이다.

#### 무신론

유럽 무신론 현황 2005년

지젝은 강고한 무신론자이다. 2006년 지젝은 뉴욕 타임스에 ‘무신론은 유럽의 위대한 전통’이라며 기고했다. 그리고 유럽 대륙에서 무신론이 더 널리 알려지길 바라는 그의 지지를 표명했다. 또한 지젝은 종교 타파를 주장하며 “교회는 곡물 저장고(사일로(silo))나 문화의 전당으로 바뀌어야만 한다”고 말했다. 그렇지만 이 언명은 지젝이 하는 습관적인 농담으로 받아들여질 수도 있다. 지젝은 《꼭두각시와 난쟁이》(The Puppet and the Dwarf), 《믿음에 대하여》, 《깨지기 쉬운 절대성》과 같은 신학적, 종교적인 것들을 재해석하는 많은 글들을 써왔다.

## 비판
지젝의 저작들에 대한 여러 측면에서의 학술적 논의가 이루어졌고, 2007년에는 《국제지젝연구저널》이 창간되었다. 한편 지젝에 대한 비판은 주로 두 가지 측면에서 이루어진다. 하나는 그가 맹렬히 비난하는 현대 사회, 정치, 경제를 대체할 사회 또는 프로그램의 제시에 실패했다는 것이고, 다른 하나는 논증에 있어 엄정함이 결여되어 있다는 것이다.

### 모호성과 대안 부재
지젝의 철학적 정치적 위치는 항상 명징한 것이 아니며, 비판자들은 그가 일관된 입장을 유지하는 데 실패했다고 공격한다. 지젝은 자신이 혁명적 마르크스주의 프로젝트의 편에 서고 있다고 주장해 오고 있지만, 그 프로젝트가 무엇으로 이루어져 있는지 불확실하다. 일각에서는 지젝의 이론적 논증은 역사적 사실이 결여되어 있으며 때문에 지젝은 통찰보다는 도발로 일관한다고 주장한다.
지젝의 대안 비전 제시 거부는 그가 현실 분석에 지속 불가능한 마르크스적 범주를 사용하고 있으며 그의 계급인식은 19세기 수준에 머물러 있다는 비판을 불러일으킨다. 예컨대 에르네스토 라클라우는 “지젝은 계급을 다문화적 악마에 대항하는 선한 주인공 역할놀이의 데우스 엑스 마키나로 사용하고 있다”고 공격했다. 지젝의 분석은 체계적이지 못하고, 이미 비판의 대상이 되고 있는 스탈린주의와 마오주의, 포스트구조주의, 라캉주의 정신분석학 등을 끌어들이려 한다는 공격도 받고 있다.

## 저작
단독 저술서
- 《신을 불쾌하게 만드는 생각들: 이슬람과 모더니티》, 배성민 옮김, 글항아리, 2015년.
- 《이데올로기라는 숭고한 대상》, 이수련 옮김, 인간사랑, 2002년.
- 《삐딱하게 보기》, 김소연 옮김, 시각과 언어, 1995년.
- 《그들은 자기가 하는 일을 알지 못하나이다》, 슬라보예 지젝, 박정수, 인간사랑, 2004년.
- 《당신의 징후를 즐겨라: 할리우드의 정신분석》, 주은우 옮김, 한나래, 1997년.
- 《부정적인 것과 함께 머물기: 칸트, 헤겔 그리고 이데올로기 비판(슬로베니아학파 총서 8)》, 이성민 옮김, 비, 2007년.
- 《향락의 전이》, 이만우 외 옮김, 인간사랑, 2002년.
- 《환상의 돌림병》, 김종주 옮김, 인간사랑, 2002년.
- 《까다로운 주체》, 이성민 옮김, b, 2005.
- 《전체주의가 어쨌다구(WHAT'S UP)》, 한보희 옮김, 새물결, 2008년.
- 《진짜 눈물의 공포》, 오영숙 외 옮김, 울력, 2004년.
- 《믿음에 대하여》, 최생열 옮김, 동문선, 2003년.
- 《무너지기 쉬운 절대성》, 김재영 옮김, 인간사랑, 2004년.
- 《잃어버린 대의를 옹호하며(트랜스 소시올로지5)》, 박정수 옮김, 그린비, 2009년.
- 《탈이데올로기 시대의 이데올로기》, 김상환 옮김, 철학과현실사, 2005년.
- 《이라크》, 박대진 외 옮김, 비, 2004년.
- 《신체 없는 기관: 들뢰즈와 결과들》, 김지훈, 박제철, 이성민 옮김, b, 2006년.
- 《실재계 사막으로의 환대》, 김종주 옮김, 인간사랑, 2003년.
- 《혁명이 다가온다》, 슬라보이 지젝 지음, 이서원 옮김, 길(박우정), 2006년.
- 《시차적 관점: 현대 철학이 처한 교착 상태를 돌파하려는 지젝의 도전》, 김서영 옮김, 마티, 2009.
- 《매트릭스로 철학하기》, 이운경 옮김, 한문화, 2003년.
- 《죽은 신을 위하여: 기독교 비판 및 유물론과 신학의 문제》, 김정아 옮김, 길(박우정), 2007년.
- 《HOW TO READ 라캉(HOW TO READ 시리즈)》, 박정수 옮김, 웅진지식하우스, 2007년.

공동 저술서
- 《우연성 헤게모니 보편성: 좌파에 대한 현재적 대화들》, 주디스 버틀러, 에르네스토 라클라우, 슬라보예 지젝 지음, 박대진 옮김, 비(b)조기조, 2009년.
- 《오페라의 두 번째 죽음》, 슬라보예 지젝, 믈라덴 돌라르 지음, 이성민 옮김, 민음사, 2010년.
- 《아부 그라이브에서 김선일까지》, 슬라보예 지젝 외 지음, 생각의나무, 2004년.
- 《성관계는 없다》, 슬라보예 지젝 외 지음, 비, 2005년.
- 《레닌 재장전》, 지젝, 바디우, 이글턴, 제임슨, 캘리니코스, 발리
바르, 네그리 외 지음, 이현우 이재원, 한보희 외 옮김, 마티, 2010년.
- 《지젝이 만난 레닌: 레닌에게서 무엇을 배울 것인가》, 슬라보예 지젝, 레닌 지음, 정영목 옮김, 교양인, 2008년.

편집서
- 《항상 라캉에 대해 알고 싶었지만 감히 히치콕에게 물어보지 못한 모든 것》, 슬라보이 지젝 편집, 김소연 옮김, 새물결, 2001년.

## 지젝 관련 매체
지젝 분석서
- 권택영 (2003년). 《잉여 쾌락의 시대:지젝이 본 후기산업사회》. 문예출판사.
- 김현강 (2009년). 《슬라보예 지젝》. (누구나철학총서 5). 이룸.
- 사라 케이 (2006년).  정현숙 옮김, 편집. 《슬라보예 지젝》. (경성대문화총서 16). 경성대학교 출판부.
- 이안 파커 (2008년).  이성민 옮김, 편집. 《지젝: 비판적 독해》. (바리에테 9). b.
- 토니 마이어스 (2005년).  박정수 옮김, 편집. 《누가 슬라보예 지젝을 미워하는가 (LP ROUTLEDGE CRITICAL THINKERS 01)》. 앨피.

영화 및 티비 시리즈
- 《지젝!》, 아스트라 테일러 감독, 지젝 출연, 다큐멘터리, 2005년.[15]
- 《시험에 든 인생(이그재민드 라이프; Examined Life)》, 아스트라 테일러 감독, 지젝 출연, 다큐멘터리, 2008년.[16]
- 《성 도착자를 위한 영화 길잡이 1, 2, 3(The Pervert’s Guide to Cinema 1, 2, 3)》, 소피 파인즈 감독, 지젝 각본 및 출연, 다큐멘터리, 영국TV More4, 2006년 방영.[17]

## 참고 문헌
- 토니 마이어스, 《누가 슬라보예 지젝을 미워하는가》, 앨피, 2005년.
- 한겨레, 〈지젝 “해체된 저항주체를 되살려라”〉, 2009년 1월 30일.